# Bahsuma
Bahsuma è una suddivisione dell'India, classificata come nagar panchayat, di 10.561 abitanti, situata nel distretto di Meerut, nello stato federato dell'Uttar Pradesh. In base al numero di abitanti la città rientra nella classe IV (da 10.000 a 19.999 persone).

## Geografia fisica
La città è situata a 29° 13' 0 N e 77° 58' 0 E e ha un'altitudine di 222 m s.l.m..

## Società

### Evoluzione demografica
Al censimento del 2001 la popolazione di Bahsuma assommava a 10.561 persone, delle quali 5.573 maschi e 4.988 femmine. I bambini di età inferiore o uguale ai sei anni assommavano a 1.787, dei quali 982 maschi e 805 femmine. Infine, coloro che erano in grado di saper almeno leggere e scrivere erano 6.154, dei quali 3.714 maschi e 2.440 femmine.